# سرتیپ (ایالات متحده)
سرتیپ (انگلیسی: Brigadier general) عنوان یک نشان و درجه نظامی در نیروی زمینی ایالات متحده آمریکا، نیروی دریایی ایالات متحده آمریکا و گارد ساحلی ایالات متحده آمریکا است.